# Бурберен
Бурбере́н (фр. Bourberain) — коммуна во Франции, находится в регионе Бургундия. Департамент коммуны — Кот-д’Ор. Входит в состав кантона Фонтен-Франсез. Округ коммуны — Дижон.
Код INSEE коммуны — 21094.

## Население
Население коммуны на 2010 год составляло 343 человека.
| 1962 | 1968 | 1975 | 1982 | 1990 | 1999 | 2010 |
| ---- | ---- | ---- | ---- | ---- | ---- | ---- |
| 288  | 251  | 245  | 231  | 289  | 278  | 343  |

## Экономика
В 2010 году среди 222 человек трудоспособного возраста (15—64 лет) 183 были экономически активными, 39 — неактивными (показатель активности — 82,4 %, в 1999 году было 67,5 %). Из 183 активных жителей работали 160 человек (90 мужчин и 70 женщин), безработных было 23 (11 мужчин и 12 женщин). Среди 39 неактивных 13 человек были учениками или студентами, 15 — пенсионерами, 11 были неактивными по другим причинам.